# Fuat Uzkinay
Fuat Uzkinay (ur. 1888 w Stambule, zm. 1956 tamże) – turecki reżyser i producent filmowy, pionier kina. Nazywany pierwszym tureckim twórcą filmowym, autor filmu dokumentalnego Zniszczenie rosyjskiego pomnika w San Stefano (org. Ayastefanos Abidesinin Yıkılışı, 1914), uznawanego długo za pierwszy film w dziejach kinematografii tureckiej.

## Życiorys
Po ukończeniu studiów (fizyka i chemia) pracował w szkole średniej w Stambule. Tam uczestniczył w pokazie filmowym zorganizowanym przez Sigmunda Weinberga, polskiego Żyda, właściciela kina i organizatora prywatnych projekcji filmowych. Sztuka filmowa zrobiła na Uzkinayu tak duże wrażenie, że sam postanowił zostać filmowcem. Najpierw pracował jako asystent Weinberga, a następnie, w 1914 roku, otworzył własne kino we współpracy z braćmi Cevatem I Muratem Beyami (według innych źródeł nazywali się oni Kemal i Şakir Seden). W tym samym roku początkujący filmowiec został wcielony do armii.
W listopadzie 1914 roku władza turecka zorganizowała uroczyste wysadzenie pomnika Św. Stefana, który został wzniesiony przez Rosję dla upamiętnienia ich wygranej w wojnie z Turcją. To propagandowe wydarzenie miało być udokumentowane przez austriackich filmowców z firmy Sacha-Messter Gesllschaft, jednak Uzkinay, mimo braku praktycznego doświadczenia w tworzeniu filmów, pożyczył od nich kamerę (lub, według innego źródła, została mu ona przekazana ze względów propagandowych – film miał być nakręcony przez Turka, nie przez obcokrajowców) i stworzył krótki film dokumentalny. Film nie zachował się do dziś – zaginął podczas I wojny światowej, nie ma więc pewności czy ta historia jest prawdziwa i obraz faktycznie powstał. Jednak zaginiony obraz uchodził długo za pierwszy film nakręcony w Turcji. Dziś jednak wiadomo, że i to miano mu się prawdopodobnie nie należy, a w Turcji jeszcze przed wojną powstały trzy filmy – w 1905, 1911 i 1912 roku (przy czym tylko ten środkowy, autorstwa braci Janakiego i Miltona Manakich, został odnaleziony).
W 1915 roku Uzkinay został szefem głównej wojskowej jednostki filmowej. Wcześniej urząd ten obejmował Sigmnud Weinberg, Uznay dokończył rozpoczęte przez poprzednika filmy: Leblebici Horhor Ağa (1916; luźna adaptacja sztuki Moliera) i Himmet Ağa'nın İzdivacı (1918). W 1917 roku odbył podróż do Niemiec, gdzie doskonalił swoje umiejętności filmowe. Aż do 1953 roku pracował na kierowniczym stanowisku w wojskowej jednostce zajmującej się filmem. Jako filmowiec zajmował się zarówno reżyserią, jak i zdjęciami.

## Wybrana filmografia
- Zniszczenie rosyjskiego pomnika w San Stefano (org. Ayastefanos Abidesinin Yıkılışı, 1914)
- Leblebici Horhor Ağa (1916)
- Himmet Ağa'nın İzdivacı (1918)
- seria Bican Efendi
- Binnaz
- Mürebbiye
- Boğaziçi Esrarı / Nur Baba (1922)